# 수탉같은 사나이
"수탉같은 사나이"는 한국에서 제작된 박종호 감독의 1965년 영화이다. 강신성일 등이 주연으로 출연하였고 성동호 등이 제작에 참여하였다.

## 출연

### 주연
- 강신성일
- 태현실
- 허장강

## 기타
- 원작자: 이경재
- 조명: 김용모
- 미술: 홍성칠